# Candra Darusman
Candra Nazarudin Darusman (ur. 21 sierpnia 1957) – indonezyjski muzyk jazzowy, kompozytor i wokalista.
Swoją karierę muzyczną rozpoczął w latach 70. XX wieku. Został finalistą Festival Pop Song Nasional w 1978 r. (z utworem „Hari Yang Indah”). Był związany z zespołami Chaseiro i Karimata.
Jako producent muzyczny współpracował przy albumach takich artystów jak Ruth Sahanaya, Grace Simon, Fariz RM, Utha Likumahuwa czy Vina Panduwinata. W 1977 r. zapoczątkował koncert muzyki jazzowej Jazz Goes to Campus, będący najstarszym tego rodzaju wydarzeniem w Indonezji.
W trakcie swojej kariery wydał także dwa albumy solowe: Indahnya Sepi (1981) i Kekagumanku (1983). Lokalne wydanie magazynu „Rolling Stone” umieściło jego utwór „Kau” na pozycji 102. w zestawieniu 150 indonezyjskich utworów wszech czasów. Ponadto z okazji jego sześćdziesiątych urodzin przygotowano kompilację pt. Detik Waktu (wydaną w 2018 r. nakładem Signature Music Indonesia). Wydawnictwo to otrzymało nagrody AMI (Anugerah Musik Indonesia) w kategoriach najlepszy album popowy i album najlepszy z najlepszych.
Działa również na rzecz ochrony praw autorskich. W 1991 r. założył Yayasan Karya Cipta Indonesia (YKCI), fundację zajmującą się ochroną dzieł artystów. Od 2001 r. był konsultantem Światowej Organizacji Własności Intelektualnej (WIPO), a później został zastępcą dyrektora w singapurskim biurze WIPO.
Ukończył studia na Wydziale Ekonomicznym Uniwersytetu Indonezyjskiego. Jego bratem jest prawnik Marzuki Darusman.